# Emoción, canto y guitarra
Emoción, Canto Y Guitarra es el sexto álbum del cantante argentino Jorge Cafrune, lanzado en Argentina en 1964 bajo el sello CBS. Existe una versión uruguaya del disco, también editada por CBS. En el mismo se incluye por primera vez "Zamba De Mi Esperanza" que se volvería la canción más popular del folklore argentino.
En 1990 fue reeditado bajo el nombre de Zamba De Mi Esperanza por Sony Music-Columbia.

## Lista de canciones
1. Zamba De Mi Esperanza - 4:00
2. Chacarera De Gualiama (H Y R) - 2:20
3. Vidala Del Lapacho - 3:17
4. Cancionera - 2:47
5. La Niña De Los Lapachos - 3:43
6. Zamba Del Riego - 3:30
7. El Pescador - 3:10
8. India Madre (H Y R) - 3:11
9. Zambita Del Caminante - 3:10
10. La Vi Por Vez Primera - 2:44
11. Tierno Nogal - 3:00
12. Sin Caballo Y En Montiel - 4:22